# Корвин-Кербер, Виктор Львович
Ви́ктор Льво́вич (Лю́двигович) Ко́рвин-Ке́рбер (до октября 1916 года известен под фамилией Кербер, после 1942 года — Корвин) (нем: Victor Oskar v. Körber) (13 (26) декабря 1894, Ревель — 17 июля 1970, Ленинград) — один из первых российских морских лётчиков, участник воздушной обороны Баку (1918) и Белого движения на юге России.
Крупный специалист в области авиационного конструирования и авиапромышленности, сотрудник Отдела морского опытного самолётостроения (ОМОС) Д. П. Григоровича, автор нескольких самостоятельных конструкций самолётов.
Один из ключевых разработчиков первых советских истребителей МК-1 «Рыбка», И-1, И-2, И-2бис, а позже, в составе заключённых первой сталинской авиационной «шараги» ЦКБ-39 ОГПУ, — истребителя И-5.
Заместитель Главного конструктора ОКБ И. В. Четверикова.
Потомственный дворянин, представитель немецко-балтийского духовно-аристократического рода Körber.
Евангелическо-лютеранского вероисповедания, принявший православие в 1916 году.
Житель блокадного Ленинграда.

## Биография
Был вторым сыном в семье морского офицера, будущего вице-адмирала и начальника штаба Балтийского флота Людвига Бернгардовича Кербера и его жены, дочери контр-адмирала Ф. Б. фон Шульца — Ольги Фёдоровны фон Шульц (1866—1942). Волею случая родился в Ревеле, куда из Петербурга его будущая мать приехала навестить мужа — минного офицера броненосца «Гангут», оставленного здесь на зиму. С первых месяцев жизни и до девяти лет жил вдвоём с матерью сначала в Кронштадте, а после смерти старшего брата в Петербурге, Почти все эти годы, вплоть до окончания Русско-японской войны, отец служил на Дальнем Востоке, бывая дома лишь наездами. Своим младшим братьям, родившимся в 1903 и 1907 гг., Виктор во многом заменял отца.
В 1902 году поступил в подготовительный класс частной немецкой гимназии Карла Мая. В старших классах гимназии Виктор увлекся авиацией. Это произошло весной 1910 года после первой авиационной недели в Петербурге. В тот год нескольким гимназистам школы Карла Мая посчастливилось стать свидетелями настоящего праздника воздухоплавания. Вскоре по инициативе товарища Виктора Кербера — Николая Фаусека в гимназии был организован первый в России школьный авиационный кружок. Возможно, именно этот кружок помог друзьям определиться в выборе своего будущего. Виктор решил посвятить себя авиации, в которой его прежде всего интересовали вопросы конструирования летательных аппаратов. В 1912 году, окончив 8-й дополнительный (реальный) класс гимназии, он поступил в Императорский институт инженеров путей сообщения.

### На полях Первой мировой войны

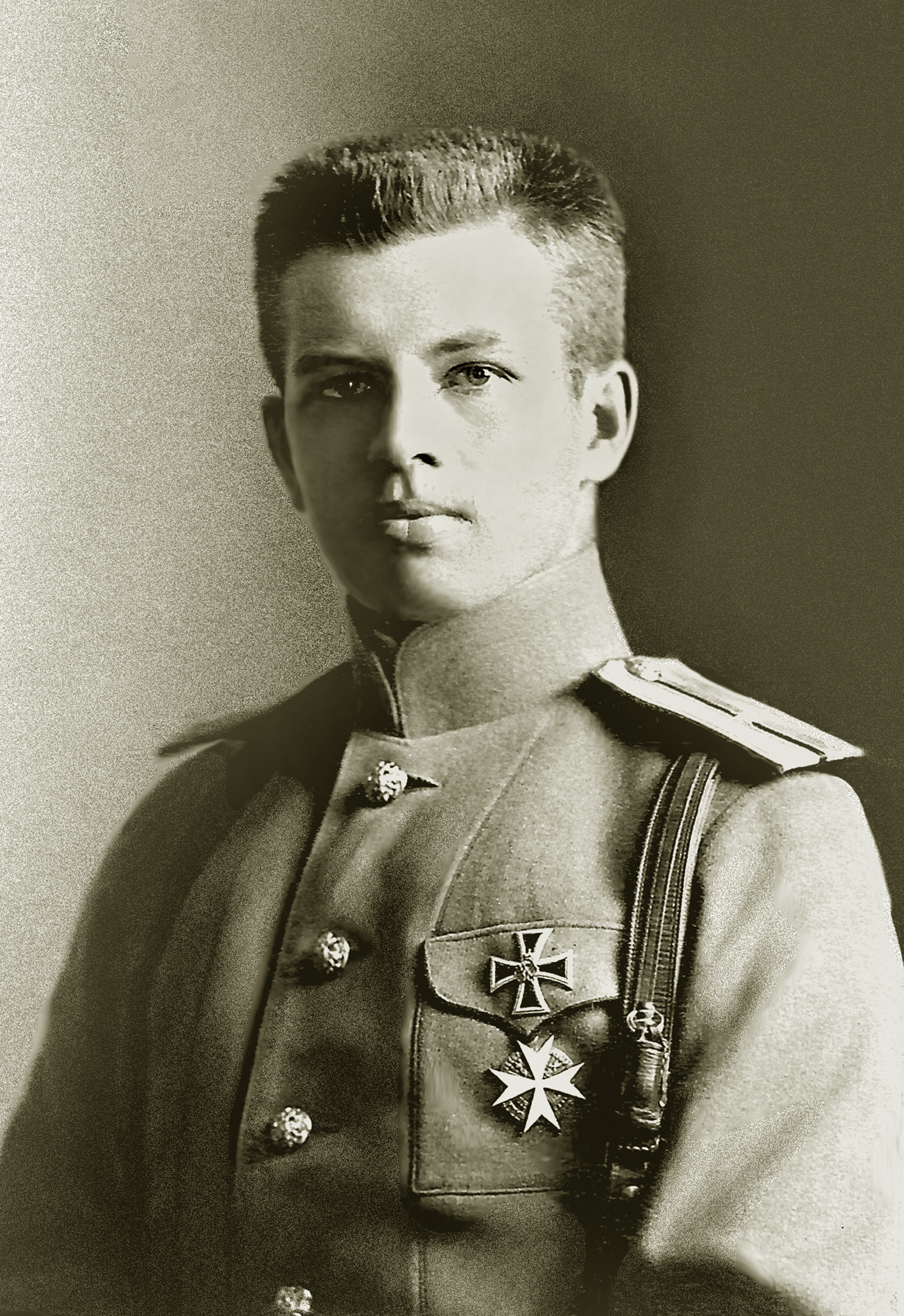
Прапорщик лейб-гвардии Егерского полка Виктор Кербер. Май 1915 г.

Не помышлявший ранее о карьере офицера, Виктор с началом Первой мировой войны ушёл с третьего курса института и, повинуясь патриотическим настроениям, поступил на ускоренный курс Пажеского корпуса. 1 мая 1915 года он был выпущен прапорщиком в лейб-гвардии Егерский полк. Сначала В. Кербер находился в Запасном батальоне в Петрограде, но после того как 6 декабря 1915 года ему было присвоено звание подпоручика, стал готовиться к отправке на фронт. 3 февраля 1916 года с маршевыми ротами Виктор убыл в Действующую армию.

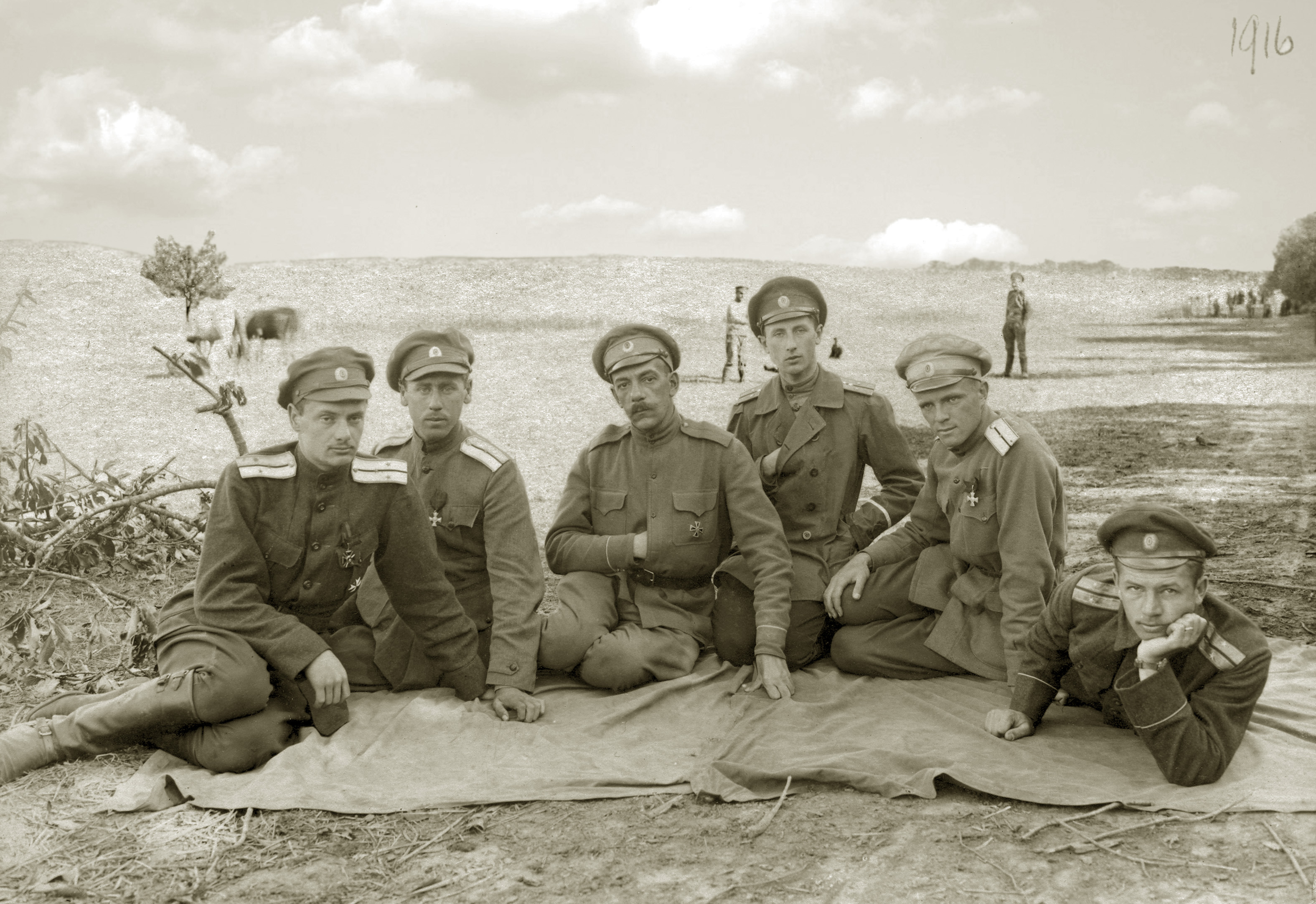
Кавалергарды: корнет Г. Г. Раух и прапорщик С. П. Родзянко, лейб-егеря: капитан Н. В. Сиверс и штабс-капитан фон В. В. Нотбек, кавалергард прапорщик Н. М. Петрово-Соловово, лейб-егерь подпоручик В. Л. Кербер. У дер. Свинюхи, сентябрь 1916 г.

В составе лейб-гвардии Егерского полка находился на Западном, а с лета 1916 года — на Юго-западном фронтах. В ходе Брусиловского прорыва в июле 1916 года принимал участие в кровопролитных боях на Ковельском направлении на реке Стоход, а в сентябре — в районе деревень Свинюхи-Корытницы (Волынь). Во время атак 3 и 7 сентября был свидетелем гибели своего двоюродного брата, штабс-капитана Е. Е. фон Гарфа — сына генерал-лейтенанта Е. Г. фон Гарфа. Сам Виктор в те дни был контужен, но остался в строю. Наступление 7 сентября 1916 года стало последним в истории Императорской гвардии. Хотя ценой почти полной гибели лейб-гвардии Преображенского и лейб-егерского полков усилиями резервного батальона капитана А. П. Кутепова прорыв был обеспечен, командующий А. А. Брусилов не ввел в него стоявшую во второй линии кавалерию. Оказались напрасными огромные потери гвардии. Слегка пополнившись за счет кавалергардов, она осталась в окопах и ещё несколько месяцев продолжала вести позиционные бои.
За четыре Ковельских операции Виктор Кербер был награждён орденом Св. Станислава 3-й степени с мечами и бантом (6 ноября 1916 г.) и орденом Св. Анны 4-й степени с надписью «За храбрость» (7 февраля 1917 г.). 30 октября 1916 года по «Высочайшему повелению» в связи со сменой фамилии отцом, он стал называться Корвиным (позже — Корвин-Кербером), а двумя днями позже ему было присвоено звание поручика со старшинством с 6 июля 1916 года.

### Сложный путь в авиацию

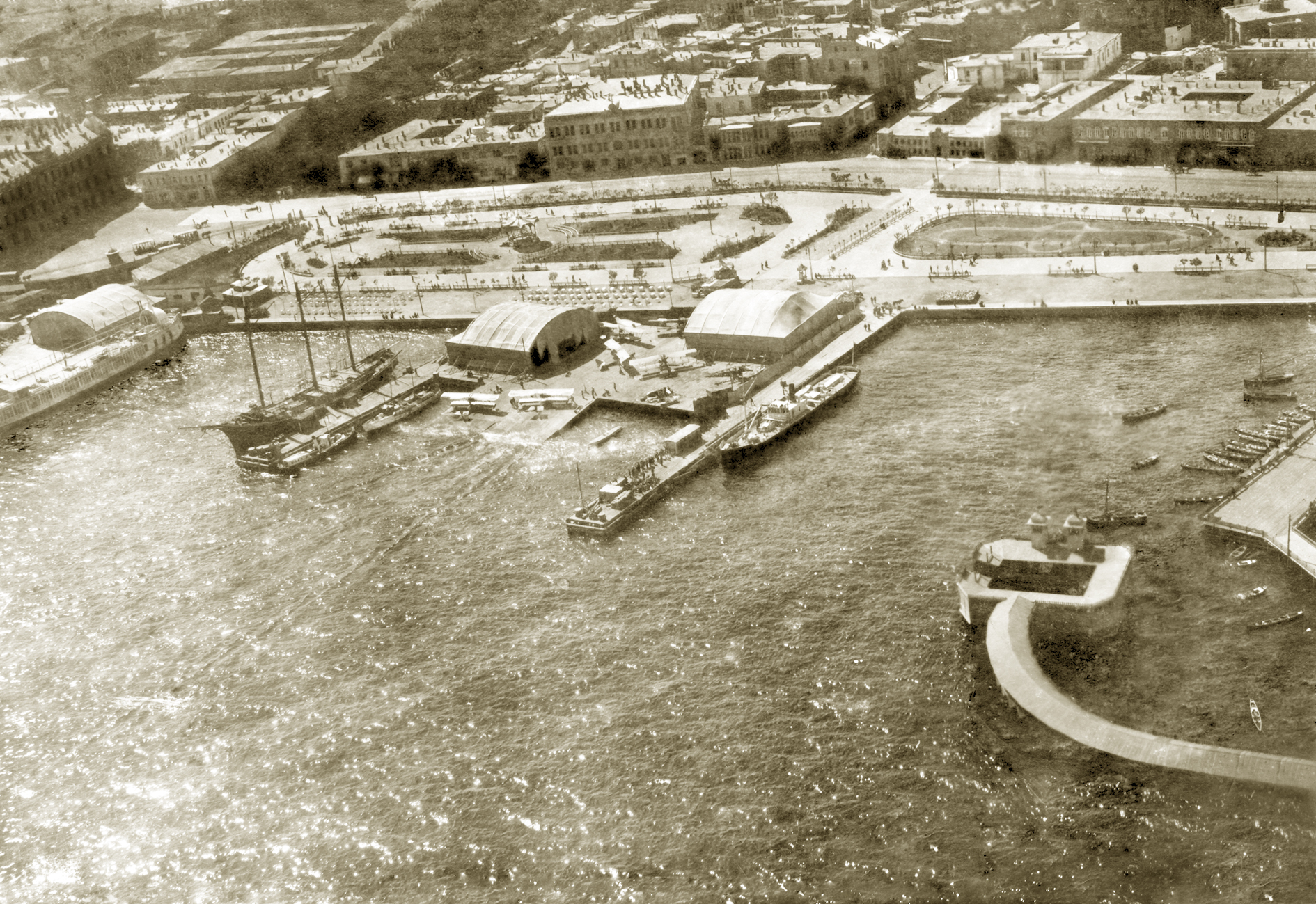
БОШМА. В центре Старотаможенная пристань с двумя ангарами, самолётами и трёхмачтовым парусником «Али-Абат». Справа — край Каменной пристани. 1917 г.

3 декабря 1916 года В. Корвин-Кербер убыл в отпуск. В Петрограде он подал прошение о зачислении его в Офицерскую школу морской авиации. Прошение было удовлетворено, и с согласия командира лейб-гвардии Егерского полка А. П. Буковского Виктора прикомандировали к морской авиации. Как уже имевший необходимую подготовку, полученную за два года учёбы в институте, он не был направлен на обязательные теоретические курсы, организованные при Петроградском политехническом институте, а сразу получил предписание в бакинское отделение школы (вскоре преобразованное в Бакинскую офицерскую школу морской авиации (БОШМА)) на Каспий. Вместе со своим другом по гимназии Карла Мая Павлом Деппом он выехал вторым эшелоном из Петрограда 2 февраля 1917 года.
В течение нескольких месяцев В. Корвин-Кербер обучался лётному искусству и 17 августа 1917 года, успешно сдав теоретические и лётные экзамены, получил звание «морской летчик». Тем самым он оказался в числе первой сотни дипломированных пилотов Морской авиации России. В те же дни ему было присвоено звание штабс-капитана гвардии, а по согласованию с командиром лейб-егерского полка он был оставлен старшим инструктором БОШМА с назначением на должность начальника учебного отряда «Веди». Как проявивший явный интерес, а главное глубокие познания в области авиационной техники, В. Корвин-Кербер через несколько недель стал заместителем начальника школы по технической части.
Октябрьская революция в Петрограде, приведшая 25 октября 1917 года к власти большевиков, существенно не повлияла на жизнь в Баку. Связано это было с тем, что даже после подписания большевиками Брестского мира, который формально закончил войну между Россией и странами союза Центральных держав, угроза прикаспийской области со стороны Османской империи только усиливалась. В этих условиях слабая советская власть в Баку не вмешивалась в управление БОШМА, рассчитывая на её участие в борьбе со внешним врагом. С приближением турецкой армии и особенно после прихода к власти эсеро-меньшевистского Центрокаспия и передачи командования белогвардейскому полковнику Л. Ф. Бичерахову, а также появления союзного английского экспедиционного корпуса, летчики БОШМА (весной 1918 года школа была переформирована в гидроавиадивизион) оказались едва ли не важнейшей боевой единицей в системе обороны города.
Ещё до Центрокаспия, в начале лета 1918 года в Баку из Москвы прибыло подразделение сухопутной авиации. Это был Кубанский авиадивизион, в составе тринадцати «Ньюпоров». Летчики дивизиона оказались очень слабо подготовленными, а их командир С. П. Девель при первый же боевом вылете приземлился у турок. В результате кубанцев отправили обратно в Москву, а за штурвалы их самолётов сели морские лётчики. Возглавлять дивизион вскоре было поручено В. Корвин-Керберу. В должности его командира он провёл весь период обороны Баку. 19 августа 1918 года приказом полковника Л. Ф. Бичерахова вместе с несколькими другими лётчиками своего дивизиона В. Корвин-Кербер получил второе звание — «военный летчик».

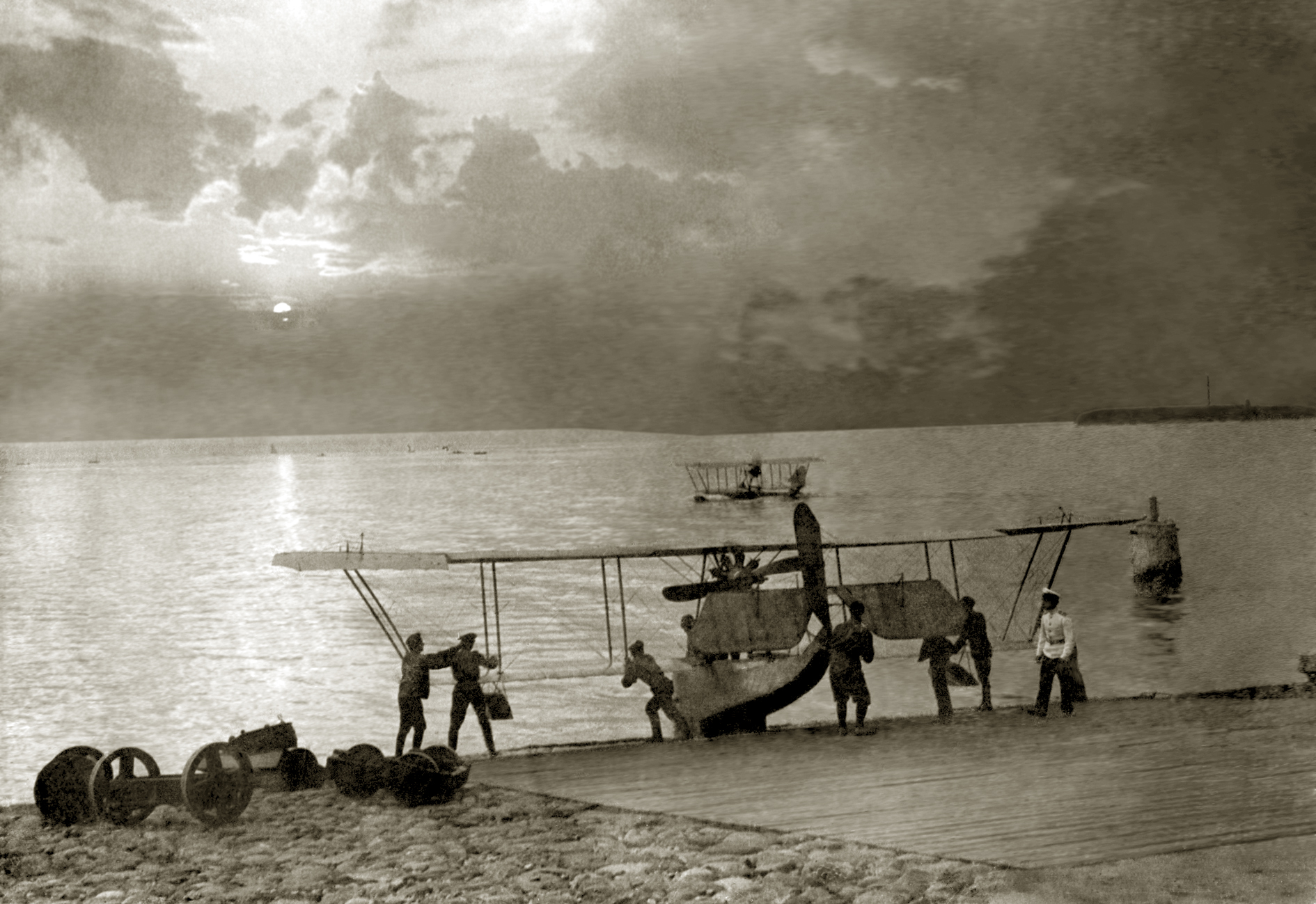
Летающая лодка М-5 конструкции Д. П. Григоровича на спуске. Подготовка к ночному полёту. Баку, 1917-18 гг.

15 сентября 1918 года за несколько часов до сдачи города туркам летчики Кубанского дивизиона сожгли свои машины. Лишь два «Фарман-30», обладавших достаточной дальностью полёта, В. Корвин-Кербер распорядился перегнать в подконтрольный англичанам меньшевистский Красноводск. Одним из лётчиков, отправившихся в этот полёт над Каспием стал его друг Павел Депп. Остальные лётчики дивизиона эвакуировались морем. Виктор предполагал плыть по маршруту «фарманов», но армейское начальство, находившееся на том же судне, распорядилось двигаться в Петровск-Порт к Л. Ф. Бичерахову. Лишь спустя несколько дней В. Корвин-Керберу удалось добраться до Красноводска, где выяснилось, что из Баку 15 сентября долетел лишь один самолёт. Павел Депп на своем «Фармане» погиб.
В Красноводске В. Корвин-Кербер почти сразу был арестован. Его заподозрили в причастности к доставленным сюда 26 бакинским комиссарам. По чистой случайности он не разделил их участи, поскольку в последний момент кто-то признал в нём лётчика БОШМА. Виктор оказался на службе у англичан и в ноябре 1918 года вместе с английским экспедиционным корпусом вернулся в Баку. Здесь у него оставалась жена — дочь главного механика бакинского отделения пароходства «Кавказ и Меркурий» Леопольда Беккера — Юлия Беккер. Почти до конца лета он служил в составе Каспийской флотилии коммодора Д. Норриса, однако летал ли он в эти месяцы, установить не удалось.
В августе 1919 года при передаче в Петровск-Порте английской флотилии Деникину В. Корвин-Кербер в чине штабс-капитана был зачислен в состав Донского гидроавиадивизиона Вооруженных сил Юга России. Однако, оказалось, что самолётов в дивизионе было недостаточно. Командование приняло решение направить его Таганрог, где в авиаремонтной мастерской, открытой на базе авиазавода Лебедева, скопилось немало разбитых самолётов. В. Корвин-Керберу было поручено самому восстановить для себя самолёт.

### Начало конструкторской деятельности
Выполнить задание он не успел. В январе 1920 года Таганрог был захвачен Красной армией. Уйти со своими Виктор не смог. Жена, имевшая сложный перелом ноги, в эти дни находилась на последних сроках беременности (дочь родилась уже 8 февраля). В Таганроге несколько недель он жил нелегально. Ему повезло, когда в городе объявился красный летчик Б. Г. Чухновский. Они хорошо знали друг друга, и Борис Григорьевич поручился за своего товарища перед С. М. Будённым. Результатом разговора с командармом стала им лично подписанная «охранная грамота». Теперь уже в качестве инженера и совершенно не таясь, Виктор мог продолжать работу в авиаремонтной мастерской. Свой первый опыт он приобрёл, организовав ремонт и сборку нескольких оставшихся от англичан истребителей Royal Aircraft Factory S.E.5 («эси-файф») с двигателем испано-суиза 200 лс.
Вскоре по решению Главкоавиа республики авиазавод под названием «Лебедь» был запущен на полную мощность. Постепенно стал формироваться коллектив, и из разных мест России сюда стали стекаться опытные инженеры. Так, летом 1920 года в Таганрог приехали два бывших сотрудника всемирно известного конструктора гидросамолётов Д. П. Григоровича — Николай Густавович Михельсон и Михаил Михайлович Шишмарев. В 1921 году они втроём начали подготовку к производству британского бомбардировщика ДН-9а. Эту работу пришлось приостановить, но в том же году в рамках объявленного Главкоавиа конкурса они приступили к работе над оригинальным проектом первого советского морского истребителя, который назвали МК-1 «Рыбка».

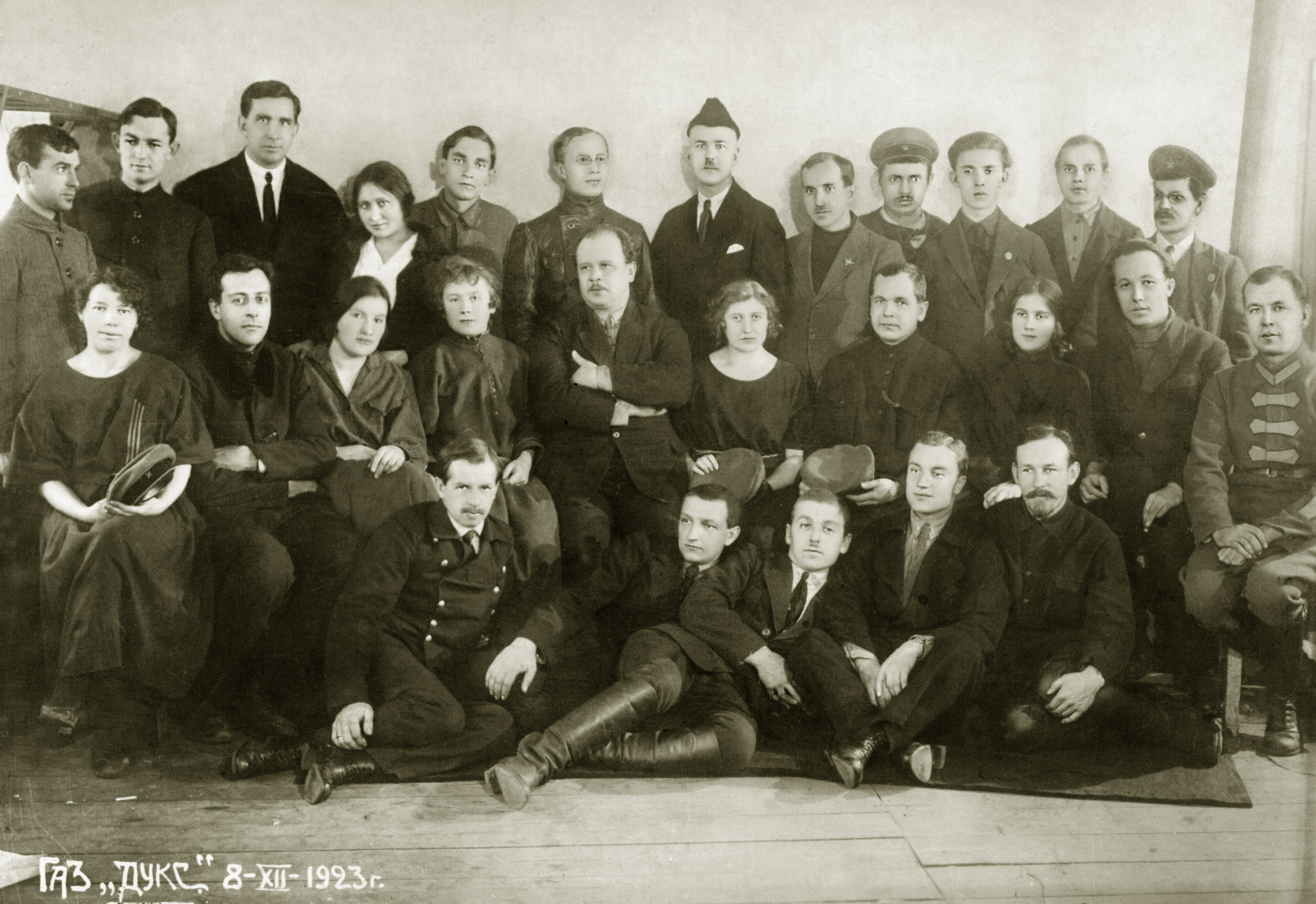
Сотрудники конструкторского отдела Авиазавода ГАЗ № 1 «Дукс» в Москве во главе с Д. П. Григоровичем (сидит в центре). Корвин-Кербер крайний слева, внизу. 1923 г.

Победив в конкурсе, В. Л. Корвин-Кербер вместе с соавторами в марте 1922 года получил приглашение в Москву. Они должны были продолжить работы по созданию опытного образца своего самолёта, но ситуация изменилась. В Ленинград на завод «Красный лётчик» достраивать «Рыбку» отправился один лишь Н. Г. Михельсон (он выполнил задачу, и самолёт неплохо летал, но из-за малой мощности двигателя дальше опытного образца дело не пошло). Что касается М. М. Шишмарёва и В. Л. Корвин-Кербера, то они оба были приняты на должности чертёжников-конструкторов конструкторской части Главкоавиа. Их руководителем в ранге ответственного конструктора оказался Д. П. Григорович, на самолётах которого Виктор Львович ещё недавно учился летать. С некоторыми коллегами по конструкторской части, например, бывшим лётчиком БОШМА Е. И. Майорановым, он уже был хорошо знаком.
Первым заданием стало проектирование летающей лодки М-21, которая отличалось от весьма успешной лодки Д. П. Григоровича М-9 более мощным двигателем. От этого проекта пришлось вскоре отказаться в пользу гидроплана М-22 с двигателем Фиат. Дальнейшим развитием М-9 стала и летающая лодка М-23, отличавшаяся совершенно новой силовой установкой. Проект М-23 был готов к середине 1923 года, но вскоре был отвергнут в пользу модифицированной версии, которая получила название M-23бис (опытный образец этого самолёта был построен в Ленинграде и погиб в 1924 году во время наводнения).

Интересная деталь: ввиду отсутствия у Главкоавиа подходящих для конструкторского бюро помещений, работы пришлось развернуть прямо в гостиной на квартире Д. П. Григорович по адресу Садово-Кудринская ул., д. 23. В своих неопубликованных воспоминаниях В. И. Корвин-Кербер писал: 
Каждый из нас принес логарифмическую линейку, готовальню, рейсшину, угольники. Многое было взято в Главкоавиа с разрешения начальника конструкторской части Б. Ф. Гончарова. Началась лихорадочная работа. Но вскоре оказалось, что людей явно не хватает, и к зиме Дмитрий Павлович пригласил еще специалистов – нас было уже восемь человек.
Работали с утра и до поздней ночи. Вот тогда я познакомился с тем, как работал Дмитрий Павлович. Работоспособность его была необычайна. Он выпускал один чертеж за другим, разрабатывая конструкцию каждого узла. И только когда идея конструкции окончательно была им нанесена на бумагу, он передавал сотрудникам чертеж для окончательной деталировки и доработки.
 Ещё одним проектом, который последним был начат в квартире Д. П. Григоровича, оказался «Морской разведчик» с двигателем «Либерти» — МРЛ-1.
14 мая 1923 года, вместе со всем отделом Д. П. Григорович был переведён на авиазавод № 1 «Дукс», где основной задачей стало завершение работ над унаследованным от Н. Н. Поликарпова проектом «разведчика Р-1». Этот самолёт оказался весьма успешным. Он выпускался в течение многих лет и широко эксплуатировался в СССР как в военной, так и в гражданской авиации. Одновременно коллектив Д. П. Григоровича продолжил работы МРЛ-1 и приступил к проектированию двух истребителей И-1 и И-2. Если проект И-1 оказался откровенно слабым (известен другой, более успешный истребитель с маркировкой И-1 конструктора Н. Н. Поликарпова), то И-2 и более поздний — И-2бис были доведены до серийного выпуска. В проектировании этих истребителей, используя наработки с МК-1 «Рыбка», В. Л. Корвин-Кербер принял самое деятельное участие. По этому поводу Д. П. Григорович писал: 

«Самолеты И-1 и И-2 от первоначального замысла и до мельчайших деталей проработаны мною при ближайшем участии инженеров А. Н. Сидельникова и В. Л. Корвина, при сотрудничестве чертежника Шварца, Никитина и, в меньшей степени, других… Инженером Калининым В. В. были сделаны эскизы бензиновой помпы и бензопроводов, но применения не нашли, инженер Крылов А. А. работал над деталями управления по эскизам Григоровича».— 
В конце 1924 года по инициативе Д. П. Григоровича в Ленинграде при заводе «Красный летчик» был организован отдел морского опытного самолётостроения (ОМОС). Вместе с Дмитрием Павловичем в Ленинград перебралась часть его сотрудников с «Дукса». В. Л. Корвин-Керберу было поручено завершить все дела конструкторского отдела в Москве, поэтому в составе ОМОС’а он оказался только в мае следующего года.
Организация нового отдела совпала с тяжёлыми событиями, произошедшими в сентябре 1924 года. Тогда вторым по мощи за всю историю Ленинграда наводнением были полностью уничтожены гидросамолёты в ангарах Крестовского аэродрома, а также существенно пострадали конструкции, заготовки и запасы материалов на «Красном лётчике». Многое на заводе пришлось начинать с самого начала. Виктор Львович участвовал в создании всех самолётов Григоровича этого периода. Были созданы следующие машины: пассажирский самолёт СУВП (по заказу «Укрвоздухпуть»), «морской разведчик» МРЛ-1 (привезён из Москвы), истребитель И-2бис, разведчики открытого моря РОМ-1 и РОМ-2, морской учебный разведчик МУР-1. Не все эти машины оказались удачными. Чаще всего это было обусловлено частыми изменениями требований со стороны заказчика, отсутствием необходимых материалов или агрегатов и необходимостью приспосабливать проекты под то, что есть, а не применять то, что необходимо. Все это вызывало напряжение и конфликты внутри коллектива и в конце концов привело к расколу в ОМОС.
В. Л. Корвин-Кербер нашёл для себя возможность самореализации независимо от Д. П. Григоровича. В 1926 году с прицелом на полярную авиацию по предложению Б. Г. Чухновского вместе с конструктором ОМОС А. Н. Седельниковым они в инициативном порядке создали авиетку «СК» с предельно минимальной посадочной скоростью и высокими аэродинамическими свойствами. По замыслу машина должна была легко быть спущена с борта судна на лёд и взлетать с предельно малой площадки. Авиетка была построена и даже неплохо летала, но интерес к ней пропал. Вместо неё по подсказке Б. Г. Чухновского В. Л. Корвин-Кербер с той же целью начал проектировать летающую лодку-амфибию, которая должна была взлетать не только с твёрдой поверхности, но и с воды.
К работе над проектом был подключен молодой специалист, недавно пришедший в ОМОС В. Б. Шавров. Работа во внеурочное время велась довольно долго и тщательно. В качестве прототипа использовался германский гидроплан Dornier «Libelle». Осенью 1927 года, когда проект был практически закончен, Виктор Львович на несколько месяцев был командирован в Севастополь для обеспечения испытаний РОМ-1. За это время ОМОС прекратил своё существование, и Д. П. Григорович с частью сотрудников, включая В. Б. Шаврова, вернулся в Москву, где возглавил Опытный отдел-3 (ОПО-3). В Москве по протекции Б. Г. Чухновского Вадим Борисович представил проект Осоавиахиму. Амфибия была одобрена, и В. Б. Шаврову удалось добиться финансирования  создания опытного образца самолёта.
Вернувшись весной 1928 года из Севастополя, В. Л. Корвин-Кербер из-за конфликта с Д. П. Григоровичем остался в Ленинграде. По его настоянию В. Б. Шавров уволился из ОПО-3 и возвратился в Ленинград, где прямо на квартире В. Л. Корвин-Кербера, при участии механика завода «Красный летчик» Н. Н. Фунтикова, в огромной комнате коммунальной квартиры на 3 этаже летом 1928 года был построен опытный образец амфибии. В разобранном виде самолёт был спущен из окна и прямо во дворе собран, однако осенью Корвин-Кербер был арестован, и первую советскую амфибию В. Б. Шавров заканчивал самостоятельно. Ещё до своего ареста, в июне 1928 года, Виктор Львович в присутствии Ф. Нансена представил проект летающей лодки и получил одобрение на проходившем в Ленинграде съезде международного общества «Аэроарктика». Через год машина была одобрена на государственных испытаниях в Москве и получила обозначение Ш-1. Позже с более мощным двигателем уже под названием Ш-2 амфибия много лет выпускалась серийно.

### Создание самолёта в «шараге» ОГПУ

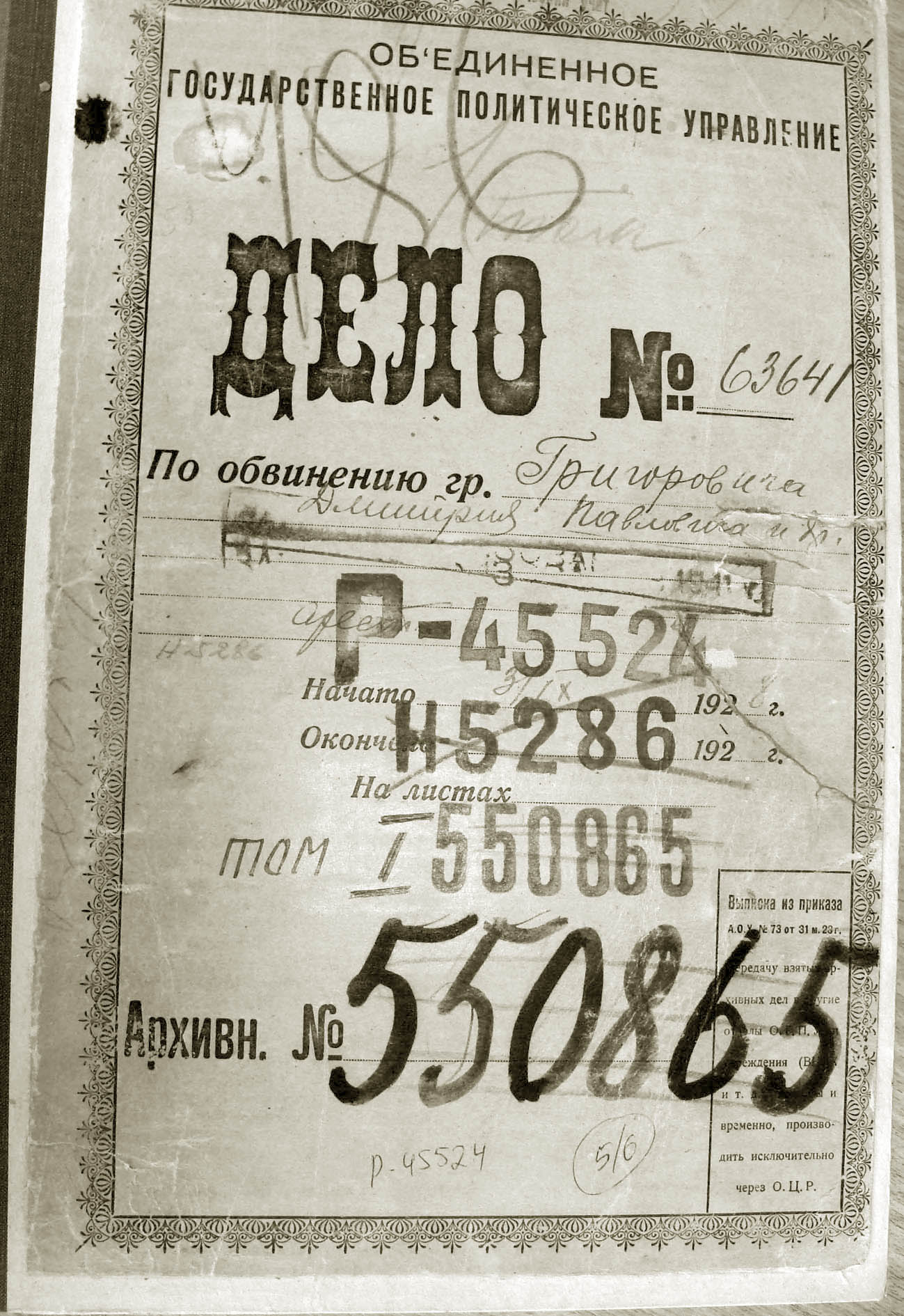
Следственное дело сотрудников ОМОС: Д. П. Григоровича, В. Л. Корвин-Кербера, А. Н. Седельникова, А. Д. Мельницкого и В. М. Днепрова 1928-29 гг.

Летом 1928 года, в те дни, когда В. Л. Корвин-Кербер и В. Б. Шавров строили свою амфибию, в Москве с широкой оглаской и освещением в печати проходил первый в СССР процесс над «инженерами-вредителями», вошедший в историю под названием Шахтинское дело. 58-я статья УК РСФСР начала собирать свой урожай. Менее чем через 2 месяца после завершения процесса, когда стало ясно, с каким воодушевлением страна восприняла приговор, 31 августа в Москве был арестован Д. П. Григорович.
В. Л. Корвин-Кербер был взят под стражу в Ленинграде 5 ноября 1928 года. После первого допроса, продолжавшегося 7 часов, он был этапирован в Москву на Лубянку, где его дело было объединено с делом Д. П. Григоровича. В общее судопроизводство были включены дела ещё троих бывших сотрудников ОМОС: А. Н. Седельникова, А. Д. Мельницкого и В. М. Днепрова. Следствие по 58 статье с обвинением всех фигурантов во вредительстве вяло продолжалось до осени 1929 года. Как следует из дела, обвинение строилось на том факте, что бо́льшая часть конструкций ОМОС, выполненных в период с 1925 по 1928 гг., оказались неудачными и не прошли государственных испытаний. Кроме того, в вину Д. П. Григоровичу, В. Л. Корвин-Керберу и А. Н. Седельникову ставились недостатки истребителя И-2, который тем не менее продолжал успешно выпускаться на заводе и оставался на вооружении в ВВС. Подследственные не могли отрицать очевидного, поскольку недостатков было действительно много. Следствие не принимало во внимание того факта, что большинство ошибок в работе было связано с постоянно меняющимися требованиями заказчика и поступлением противоречащих друг другу инструкций. Особенно досталось Д. П. Григоровичу, методы руководства которого, особенно после 1926 года, действительно стали грубыми и авторитарными, что в итоге и привело к распаду коллектива. Этого не мог отрицать ни один свидетель по делу из числа бывших сотрудников ОМОС. Вместе с тем нашлись и такие свидетели, которые прямо обвиняли своих бывших товарищей во вредительстве. Летчик-сдатчик Я. И. Седов заявил:

«Седельников и Корвин-Кербер явно саботировали, стараясь только навредить делу… Детали самолётов делались нарочно такими, чтобы они не подошли, почему неизбежные переделки… Когда же в чертёжной говорили о неправильностях и непорядках, то Седельников обычно отвечал: „идите все к черту, плюю я на это дело, я все равно уеду за границу“»— 
. Конструктор В. Б. Шавров, не скрывая своей неприязни к Д. П. Григоровичу, показал:

«…Если бы Григорович был вредителем, то он бы хуже сделать не мог. Он настолько разложил дело, потеряв четыре года, обманув возлагавшиеся на отдел надежды, что заслуживает и заслуживало ранее пресечения…. В этом [ему] содействовала громадная репутация и авторитет, которыми пользовался Григорович, да и в царское время несколько удачных самолётов. В результате — полнейший кризис, достижения Отдела равны нулю»— 
 После короткого судебного разбирательства 29 сентября 1929 года был оглашен приговор. Все осужденные получили различные сроки заключения с отбыванием наказания в концлагере.
Вскоре вместо ожидаемого этапа заключенных перевели в Бутырки, где были собраны авиаработники, осужденные в более позднее время по другим делам. Здесь оказались Н. Н. Поликарпов, В. А. Тисов, Б. Н. Тарасович, А. В. Надашкевич, И. М. Косткин, Е. И. Майоранов. П. М. Крейсон, Н. Г. Михельсон, В. Д. Яровицкий, Г. Е. Чупилко, С. Н. Шишкин и многие другие. 31 октября 1929 года всех собрали в здании бывшей тюремной церкви, куда прибыл заместитель начальника ВВС РККА Я. И. Алкснис. Он объявил, что искупить свою вину вредители смогут, лишь создав, причем в самое короткое время, истребитель, который бы превосходил самые лучшие западные образцы.
Первоначально тюремное ОКБ работало прямо в этой же церкви, но когда стало ясно, что скоро потребуется строить опытный образец, в январе 1930 года всю группу перевели в переоборудованный под тюрьму авиазавод № 39 им Менжинского. Так была образована первая авиационная «шарага» — ЦКБ 39 ОГПУ им. Менжинского, где В. Л. Корвин-Кербер возглавил производство опытных образцов истребителя. Уже 28 апреля 1930 г. на Центральном аэродроме, примыкавшем к территории завода, был испытан первый опытный образец детища заключённых, названный ВТ-11 (внутренняя тюрьма,11-й вариант). Результаты испытаний показали великолепные качества самолёта. Он был принят комиссией с маркировкой И-5, выпускался серийно и находился на вооружении Красной армии до начала войны.
Что касается апологетов использования рабского труда, то они получили великолепный пример эффективности своей теории. В результате ЦКБ-39 было дано новое задание на создание целого ряда боевых самолётов: первого отечественного пушечного истребителя И-Z, бомбардировщика ТБ-5, штурмовика ТШ-1 и двухместного истребителя. За свою работу большинство конструкторов и инженеров были поощрены, многие досрочно освобождены и с них была снята судимость. В. Л. Корвин-Кербера это коснулось 30 апреля 1931 года. В качестве вольнонаемного сотрудника ЦКБ-39 он ещё некоторое время работал в Москве, однако уже 27 сентября приказом ВАО (Всесоюзного авиационного объединения) был назначен сначала помощником технического директора, а затем главным инженером завода № 16 в Воронеже.
Парадокс заключался в том, что в то время, когда под охраной ОГПУ В. Л. Корвин-Кербер строил самолёты сначала в Бутырках, а затем в ЦКБ 39, в Ленинграде развивалось известное дело «Весна». Оно было направлено против бывших офицеров императорской армии и, прежде всего, гвардейских полков. В августе 1930 года из числа его родного лейб-гвардии Егерского полка было арестовано и расстреляно 27 человек — тех немногих офицеров, кто не эмигрировал и остался в СССР. Таким образом, арест и заключение, осуществлённые двумя годами ранее, сохранили Виктору Львовичу жизнь.

### Вновь на свободе. Последующая жизнь в авиации
Предполагалось что в Воронеже, где уже существовал авиазавод № 18, поблизости, на базе завода № 16, будет налажено производство гидросамолетов и организован собственный ОКБ морской авиации. Уже были выпущены первые самолёты, однако вскоре завод был перепрофилирован сначала для производства авиаприборов, а затем и авиационных двигателей. Точки приложения для В. Л. Корвин-Кербера здесь уже не было.
Будучи в очередной командировке в Москве, В. Л. Корвин-Кербер в главке неожиданно встретил Б. Г. Чухновского и полярного летчика М. С. Бабушкина. Они поведали, что конструктор Р. Л. Бартини спроектировал гидроплан, названный Дальним арктическим разведчиком (ДАР). Оказалось, что как и все предшествующие самолёты Роберта Людвиговича, новый проект отличался массой нестандартных решений и теперь Бартини разыскивает технолога, который бы взялся воплотить его задумку в металле. Виктор Львович сразу согласился на эту работу. Пользуясь своей всенародной славой, Б. Г. Чухновский добился его перевода в Ленинград. Более того, зная истинную историю создания амфибии Ш-1, он выступил инициатором премирования его квартирой во вновь построенном «Доме специалистов» на Лесном проспекте.
В 1934 году Корвин-Кербер вернулся в родной город. Самолёт Бартини был столь необычным, что строить опытный образец пришлось не на авиационном, а на судостроительном заводе им. Марти (бывший Адмиралтейский). Для строительства самолёта пришлось придумывать массу нетривиальных технологических приемов. Впервые, например, пришлось применить, «негативный стапель», сварку нержавеющей стали.

И. В. Четвериков (справа) и В. Л. Корвин-Кербер в Севастополе во время работы над морским разведчиком МДР-6 (Че-2). 1938 г.

После удачных испытаний арктического разведчика в 1936 году В. Л. Корвин-Кербер был назначен заместителем начальника в ОКБ И. В. Четверикова. Это был молодой перспективный конструктор в области морского самолётостроения. ОКБ находилось в Севастополе. Здесь Виктор Львович участвовал в создании Морского дальнего разведчика МДР-6 (Че-2). В 1938 году МДР-6 был рекомендован в серию. Интересно, что именно этот самолёт в первые дни Отечественной войны осуществлял разведку при знаменитых бомбардировочных полетах на Берлин с острова Эзель.
В феврале 1938 года В. Л. Корвин-Кербер был назначен руководителем проектно-конструкторского отдела завода 23 НКАП (б. «Красный летчик»). Он заменил в этой должности своего старого друга Н. Г. Михельсона, недавно вновь арестованного НКВД и на этот раз расстрелянного. В наследство от Н. Г. Михельсона ему остались проекты амфибий Му-4, Му-5 и Му-6. Для него это была близкая тема, поскольку самолёты были прямым продолжением Ш-1. Более того, амфибию Му-4 он испытывал ещё в Севастополе. Проекты были весьма перспективными, однако к лету НКВД их закрыло, считая, что «враг народа» Н. Г. Михельсон не мог сделать хороших машин. Такая же судьба постигла и ещё один весьма оригинальный проект Н. Г. Михельсона, который собирался завершить В. Л. Корвин-Кербер. Легкий торпедоносец МП. С торпедой он не был способен самостоятельно оторваться от воды. Согласно проекту, с полным вооружением его поднимал и транспортировал к месту атаки бомбардировщик ТБ-3. В воздухе в нужное время МП отсоединялся от носителя, поражал противника и, освободившись от торпеды, самостоятельно добирался до условленного места посадки на воду.
В оставшиеся до войны годы В. К. Корвин-Кербер занимался созданием различных модификации У-2 Поликарпова, который серийно выпускался на заводе. Был создан У-2СП «Лимузин», У-2С (санитарный). Уже в 1940-41 гг на заводе при его непосредственном участии был освоен выпуск истребителя ЛаГГ-1 доведенный до варианта ЛаГГ-3.

Аэрофотосъемка германской разведки. На снимке очерчены границы Рембазы № 1 и обозначены основные функциональные подразделения

С началом Отечественной войны завод 23 НКАП был эвакуирован в Новосибирск, где влился в состав авиагиганта — завод им. Чкалова. На оставшихся в Ленинграде площадях при участии В. Л. Корвин-Кербера была создана Рембаза № 1. Под постоянным прицелом противника, частыми бомбёжками на Рембазе из оставшихся деталей удалось собрать ещё 73 самолёта ЛаГГ-3, а также организовать непрерывный ремонт самолётов, доставляемых с фронта.
Как опытный организатор и технолог в ноябре 1941 года Виктор Львович был временно переведен на завод точного машиностроения им. Макса Гёльца, чтобы организовать производство реактивных снарядов «РС» для легендарных «Катюш». Весной 1942 года он выполнял такое же задание на Государственном механическом заводе № 77. В августе 1942 года В. Л. Корвин-Кербер был призван в армию. В качестве лейтенанта особого отдела НКВД КБФ в разведшколе под Ленинградом он готовил разведчиков и выполнял обязанности переводчика. Несколько раз ему приходилось участвовать в разведывательных операциях за линией фронта.
Летом 1944 года В. Л. Корвин (вторая часть фамилии исчезла из его документов) был демобилизован и направлен работать начальником производства авиазавода № 273. Производства практически не существовало, предстояло сначала восстановить завод и подготовить его к приему оборудования возвращающегося из эвакуации. 7 мая 1945 года, накануне победы над Германией, приказом Минавиапрома он был переведен научным сотрудником в лабораторию аэродинамики Ленинградского политехнического института.
Однако деятельность В. Л. Корвина в авиапроме на этом не закончилась. Ровно через год, 5 августа 1946, года он получил неожиданное назначение — главным инженером авиационного завода № 458 МАП. Вновь предстояло работать вместе с И. В. Четвериковым. На этот раз в Ленинграде они создавали летающую лодку-амфибию ТА-1 для нужд Аэрофлота. Одновременно проектировались транспортный и пассажирский варианты самолёта. Все складывалось удачно, амфибия явно получилась, но неожиданно в 1949 году проект был закрыт, а ОКБ расформировано. В. Л. Корвина перевели на родной завод № 272 (бывший 23 НКАП), где он проработал до весны 1962 года. В эти годы он участвовал в налаживании производства вертолета Як-24 и некоторых других машин, но конструкторской деятельностью уже не занимался. После перепрофилирования завода на выпуск ракетной техники был вынужден выйти на пенсию.
Потомственный дворянин, сын адмирала Императорского флота, бывший офицер царской армии, белогвардеец, да ещё и немецких кровей, В. Л. Корвин-Кербер, обладая незаурядным талантом, всегда оставался в тени своих более именитых или политически более надежных коллег. Это никогда не огорчало его. Последние годы жизни вместе с морским лётчиком Л. И. Гикса он собирал материалы по истории морской авиации. Вместе они намеревались написать книгу, но так и не успели. В. Л. Корвин умер 17 июля 1970 года. Похоронен в Ленинграде на Северном кладбище.

## Семья
- мать Ольга Федоровна ур. фон Шульц (1866—1942);
- жена Юлия Леопольдовна ур. Беккер (1896—1994);
  - дочь Ирина Викторовна Копытова (1920—2004);
  - сын Павел Викторович (1924—1942).
- дед: Бернгард Августович Кербер (1837—1915) — доктор медицины, профессор Дерптского университета;
- дед: Фёдор Богданович фон Шульц (1820—1880) — контр-адмирал;
- брат: Леонид Львович Кербер (1903—1993) — авиаконструктор, доктор технических наук, заместитель Генерального конструктора А. Н. Туполева по оборудованию;
- брат: Борис Львович Кербер (1907—1978) — авиаконструктор, заместитель Генерального конструктора А. И. Микояна по оборудованию;

## Награды
- Орден Святого Станислава 3-й степени с мечами и бантом (6 ноября 1916 г.)
- Орден Святой Анны 4-й степени с надписью «За храбрость» (7 февраля 1917 г.)
- Медаль «За оборону Ленинграда»
- Медаль «За победу над Германией в Великой Отечественной войне 1941—1945 гг.»